# Stacyara
× Stacyara, (abreviado Stac) en el comercio, es un híbrido intergenérico entre los géneros de orquídeas Cattleya × Epidendrum × Sophronitis. Fue publicado en Orchid Rev. 81(958, cppo): 10 (1973).